# Angela Hewitt
Angela Hewitt (Ottawa, 26 luglio 1958) è una pianista canadese.

## Biografia
Il padre ricopriva l'incarico di organista della anglicana Christ Church Cathedral di Ottawa e, già all'età di nove anni, Angela Hewitt si esibì con un recital al Conservatorio reale di musica di Toronto. Fu là che continuò gli studi dal 1964 al 1973. Prima classificata al Concorso internazionale di musica Gian Battista Viotti di Vercelli nel 1978, vinse nel 1985 la gara internazionale per pianoforte di Toronto dedicata a Johann Sebastian Bach.
Molte sono state le sue performance in tutto il mondo, come solista e a fianco delle più note orchestre. Altrettanto numerose le incisioni discografiche che la vedono interpretare musica classica, soprattutto barocca. Nel 1994, l'etichetta discografica Hyperion Records l'ha incaricata di incidere tutta la musica per strumenti a tastiera di Johann Sebastian Bach, un progetto che si articolerà su 14 dischi.
Dal 1985 vive a Londra. Possiede una casa sul Lago Trasimeno, in località San Savino di Magione, comune nel quale è direttrice artistica dell'annuale Trasimeno Music Festival, ospitato negli spazi del castello dei Cavalieri di Malta.